# 郎氏針鯒
蓝氏棘鲬（学名：Hoplichthys langsdorfii），又名郎氏針鯒，为針鯒科棘鲬属的鱼类，俗名箭鱼、猫尾、吊刺。分布于日本以及中国南海、东海、台湾海峡等海域，属于浅海底层小杂鱼。该物种的模式产地在日本。